# Підводні човни типу «Сірсе»
| Підводні човни типу «Сірсе»                                                     | Підводні човни типу «Сірсе»                                                                             | Підводні човни типу «Сірсе»                                                                             |
| ------------------------------------------------------------------------------- | --- | --- |
| Classe Circé (1925)                                                             | | |
|                                                                                 | | |
| Підводний човен типу «Сірсе»                                                    | | |
| Верф                                                                            | Chantiers Schneider et Cie                                                                              | Chantiers Schneider et Cie                                                                              |
| Під прапором                                                                    | Франція · Режим Віші                                                                                    | Франція · Режим Віші                                                                                    |
| Належність                                                                      | Військово-морські сили Франції · Режим Віші                                                             | Військово-морські сили Франції · Режим Віші                                                             |
| Замовлення                                                                      | 4 | 4 |
| Закладений                                                                      | 4 | 4 |
| Спуск на воду                                                                   | 4 | 4 |
| Введений до складу флоту                                                        | 4 | 4 |
| Виведений зі складу флоту                                                       | 3 | 3 |
| На службі                                                                       | 1926 —1942                                                                                              | 1926 —1942                                                                                              |
| Загибель                                                                        | 4 | 4 |
| Бойовий досвід                                                                  | Друга світова війна                                                                                     | Друга світова війна                                                                                     |
| Проєкт                                                                          | | |
| Тип ПЧ                                                                          | прибережні дизель-електричні підводні човни                                                             | прибережні дизель-електричні підводні човни                                                             |
| Попередній проєкт                                                               | типу «Аріан»                                                                                            | типу «Аріан»                                                                                            |
| Наступний проєкт                                                                | типу «Редутабль» (1928)                                                                                 | типу «Редутабль» (1928)                                                                                 |
| Основні характеристики                                                          | | |
| Швидкість (надводна)                                                            | 14 вузлів (26 км/год)                                                                                   | 14 вузлів (26 км/год)                                                                                   |
| Швидкість (підводна)                                                            | 7,5 вузлів (13,9 км/год)                                                                                | 7,5 вузлів (13,9 км/год)                                                                                |
| Гранична глибина занурення                                                      | 80 м | 80 м |
| Дальність плавання                                                              | 2000 миль (3600 км) на швидкості 10 вузлів (надводна) 85 миль (157 км) на швидкості 5 вузлів (підводна) | 2000 миль (3600 км) на швидкості 10 вузлів (надводна) 85 миль (157 км) на швидкості 5 вузлів (підводна) |
| Екіпаж                                                                          | 45 офіцерів та матросів                                                                                 | 45 офіцерів та матросів                                                                                 |
| Розміри                                                                         | | |
| Довжина найбільша (по КВЛ)                                                      | 62,48 м                                                                                                 | 62,48 м                                                                                                 |
| Ширина корпусу найб.                                                            | 6,2 м                                                                                                   | 6,2 м                                                                                                   |
| Середня осадка (по КВЛ)                                                         | 3,99 м                                                                                                  | 3,99 м                                                                                                  |
| Водотоннажність надводна                                                        | 615 тонн                                                                                                | 615 тонн                                                                                                |
| Водотоннажність підводна                                                        | 776 тонн                                                                                                | 776 тонн                                                                                                |
| Силова установка                                                                | | |
| Дизель-електрична: 2 × дизельних двигуни Schneider de 625 ch 2 × електродвигуни | | |
| Гвинти                                                                          | 2 | 2 |
| Потужність                                                                      | 1200 к.с. (дизелі) 1000 к. с. (електродвигуни)                                                          | 1200 к.с. (дизелі) 1000 к. с. (електродвигуни)                                                          |
| Озброєння                                                                       | | |
| Артилерія                                                                       | 1 × 75-мм гармата modèle 1897                                                                           | 1 × 75-мм гармата modèle 1897                                                                           |
| Торпедно- мінне озброєння                                                       | 7 × 550-мм торпедних апаратів 13 торпед                                                                 | 7 × 550-мм торпедних апаратів 13 торпед                                                                 |
| ППО                                                                             | 2 × 13,2-мм великокаліберні кулемети M1929                                                              | 2 × 13,2-мм великокаліберні кулемети M1929                                                              |

Підводні човни типу «Сірсе» (фр. Classe Circé (1925) — тип французьких прибережних підводних човнів 600 серії, побудованих французькими суднобудівельними компаніями з 1925 по 1927 рік. Загалом побудовано 4 підводних човнів цього типу.

## Список ПЧ типу «C» («Сірсе»)
Чотири підводні човни типу «Сірсе» будувалися компанією Chantiers Schneider et Cie у Шалон-сюр-Сон між 1924 і 1930 роками.
| Човен     | Закладка      | Спущений          | Введений до строю | Виведений | Прим. |
| --------- | ------------- | ----------------- | ----------------- | --------- | --- |
| «Сірсе»   | 25 січня 1924 | 29 жовтня 1925    | 1 жовтня 1926     | 1942      | У грудні 1942 року корабель захоплений німцями в Бізерті і переданий Італії, де отримав позначення FR 117, але на озброєння не надійшов. 6 травня 1943 року затоплений у Бізерті |
| «Каліпсо» | 7 лютого 1924 | 28 січня 1926     | 1 січня 1927      | 1942      | У грудні 1942 року корабель захоплений німцями в Бізерті. 30 січня 1943 року затоплений унаслідок бомбардування союзною авіацією у порту Бізерти                                 |
| «Тетіс»   | 1 лютого 1924 | 30 червня 1927    | 1 січня 1929      | 1942      | 27 листопада 1942 року затоплений у Тулоні. Піднятий 1 березня 1943 року, але затоплений під час бомбардування союзників                                                         |
| «Доріс»   | 1 лютого 1924 | 25 листопада 1927 | 26 травня 1928    | 1940      | 9 травня 1940 року знищений торпедною атакою німецького ПЧ U-9 західніше голландського Петтена                                                                                   |